# Willi Baumeister
Willi Baumeister (Stoccarda, 22 gennaio 1889 – Stoccarda, 31 agosto 1955) è stato un pittore e grafico tedesco.

## Biografia
Nato a Stoccarda, completò l'apprendistato di decoratore nel periodo compreso tra il 1905 e il 1907, interrotto dal servizio militare. In quegli anni frequentò l'Accademia d'arte di Stoccarda (Königlich Württembergische Akademie), sotto la guida di Robert Poetzelberger. Terminato il servizio militare, riprese gli studi all'Accademia, nella classe guidata dal pittore Adolf Hölzel, dove incontrò l'amico di una vita, Oskar Schlemmer. Fece parte dello Zen 49 e della Secessione di Stoccarda.
Dopo un periodo influenzato dalla pittura di Paul Cézanne e dal cubismo, eseguì, tra il 1920 e il 1922, delle "pitture murali" ispirate all'opera di Le Corbusier e di Fernand Léger in cui gli elementi naturali sono subordinati a composizioni puramente architettoniche. 
Nel 1930 iniziò una serie di bozzetti e pitture essenzialmente astratti a colori freddi ed intensi, in una tecnica a rilievo ottenuta mediante mescolanze di sabbia, gesso ed altre materie; caratteristiche di questi dipinti sono le reminiscenze dell'arte negra, azteca e degli ideogrammi cinesi.
In questi anni teneva corsi alla “Academia Städel “ di Francoforte frequentati dalla fotografa Marta Hoepffner prima che fosse costretto dal regime nazista a lasciare l'insegnamento nel 1933. Infatti le sue opere d'avanguardia erano state classificate “arte degenerata”.

## Mostre (selezione)
- 1910 Württembergischer Kunstverein (as guest of an exhibition of French painters), Stoccarda, Germania
- 1927 Galerie d'Art Contemporain, Parigi, Francia
- 1930 Biennale di Venezia, Italia
- 1931 Kunstverein Frankfurt am Main, Germania
- 1935 Galeria Il Milione, Milano, Italia
- 1939 Galerie Jeanne Bucher, Parigi, Francia
- 1949 Galerie Jeanne Bucher, Parigi, Francia
- 1950 Zen 49, Central Collecting Point, Monaco, Germania
- 1951 Deutscher Künstlerbund, Hochschule für Bildende Künste, Berlin, Germania
- 1953 Guggenheim Museum, New York, USA
- 1954 Württembergischer Kunstverein, Stuttgart, Germany
- 1955 documenta 1, Kassel, Germany
- 1955 Cercle Volnay, Paris, France
- 1959 documenta 2, Kassel, Germany
- 1964 documenta III, Kassel, Germany
- 1965 Wallraf-Richartz-Museum, Cologne, Germania
- 1989 Nationalgalerie Berlin, Germania
- 1999 Willi Baumeister et la France, Musée d'Unterlinden, Colmar, Francia
- 2000 Musée d'Art Moderne, Saint Etienne, Francia
- 2003 Museo Thyssen Bornemisza, Madrid, Spain
- 2004 Städtische Galerie im Lenbachhaus, Munich, Germany
- 2004 Willi Baumeister – Karl Hofer: Begegnung der Bilder, Museum der bildenden Künste, Leipzig, Germania
- 2005 Bucerius Kunst Forum, Hamburg, Germany
- 2005 Die Frankfurter Jahre 1928–1933, Museum Giersch, Frankfurt am Main, Germania
- 2005 Westfälisches Landesmuseum für Kunst- und Kulturgeschichte, Münster, Germania
- 2006 Von Der Heydt Museum, Wuppertal, Germania
- 2007 Kunstmuseum Stuttgart, Germania